# Coleoxestia exotica
Coleoxestia exotica är en skalbaggsart som beskrevs av Martins och Monné 2005. Coleoxestia exotica ingår i släktet Coleoxestia och familjen långhorningar.
Artens utbredningsområde är Paraguay. Inga underarter finns listade i Catalogue of Life.